# خوان كالاتايود
خوان كالاتايود (بالإسبانية: Juan Calatayud)‏ (21 ديسمبر 1979 أنتقيرة إسبانيا - ) هو لاعب كرة قدم إسباني، يلعب كحارس مرمى.

## وصلات خارجية
خوان كالاتايود على موقع قاعدة بيانات كرة القدم.إي يو (الإنجليزية)
- خوان كالاتايود على موقع Soccerway.com (الإنجليزية)
- خوان كالاتايود على موقع AS.com (الإسبانية)